# Давор Шкрлець
Давор Шкрлець (хорв. Davor Škrlec; нар. 1 січня 1963, Вінковці) — хорватський ліберальний політик, за фахом інженер-електрик. Колишній депутат Європарламенту від Хорватії за результатами виборів до Європарламенту 2014. Колишній член партії Сталий розвиток Хорватії.
Був одним із перших двох зелених політиків, обраних до Європейського парламенту від нових членів Європейського Союзу, поряд із Тамашем Месерічем, обраним від партії Політика може бути іншою на виборах 2014 р. в Угорщині.

## Життєпис
1986 року закінчив електротехнічний факультет Загребського університету. Наступного року почав працювати в цьому навчальному закладі на кафедрі енергетичних систем. У рідному університеті здобув подальші наукові ступені, включаючи докторський у 1996 році. 2007 року здобув учене звання професора, залишаючись викладачем кафедри енергетичних систем факультету електротехніки та інформатики. У своїй науковій роботі зайнявся питаннями в галузі геоінформаційних систем, планування та експлуатації електромереж, а також відновлюваних джерел енергії. Має членство в різних галузевих і наукових організаціях, у т. ч. в хорватській секції IEEE.
2014 року одержав мандат євродепутата після того, як голова його партії Мірела Холі відмовилася посісти місце в Європарламенті. Там він увійшов до комітету з питань довкілля, громадського здоров'я і безпеки харчових продуктів та делегації з питань відносин з Канадою. 
Перш ніж стати євродепутатом, працював штатним професором на факультеті електротехніки та інформатики Загребського університету.
У квітні 2016 року Шкрлець вийшов зі Сталого розвитку Хорватії через «невдоволення роботою партії і її пасивністю щодо проблем хорватського суспільства».